# Daniel Balavoine : L'Album de Sa Vie
Albums de Daniel Balavoine
Intégrale
(2020) Hors Série
(2021)
Daniel Balavoine : L'Album de Sa Vie est un album de compilation de Daniel Balavoine, sorti en janvier 2021. Cette compilation de six CD, publié à l'occasion du trente-cinquième anniversaire de la disparition de Balavoine, comprend de manière condensé la quasi-intégralité les titres issus des huit albums studios du chanteur et des extraits de ses deux concerts à l'Olympia en 1981 et aux Palais des Sports en 1984 et trois titres inédits dont la version de Je ne suis pas un héros en duo avec Johnny Hallyday, qui figurait sur l'intégrale de Balavoine, sorti le mois précédent.

## Liste des titres
| 1.  | De Vous À Elle En Passant Par Moi      | 3:22 |
| 2.  | Vis Loin de Moi                        | 3:07 |
| 3.  | Pas Plus Intelligent                   | 2:54 |
| 4.  | Pauvre Nicolas                         | 3:27 |
| 5.  | L'alcool N'y Change Rien               | 3:18 |
| 6.  | Tes Pieds Toucheront Par Terre         | 3:09 |
| 7.  | Evelyne Et Moi                         | 3:53 |
| 8.  | Couleurs D'automne                     | 4:37 |
| 9.  | L'enfant Aux Yeux D'Italie             | 3:42 |
| 10. | Mona Lisa Suite                        | 6:00 |
| 11. | Vienne La Pluie                        | 4:39 |
| 12. | La Tête En Bas                         | 3:15 |
| 13. | Et Je M'en Vais                        | 2:49 |
| 14. | Si Peu D'été                           | 2:13 |
| 15. | Sally                                  | 3:00 |
| 16. | Autrefois                              | 2:38 |
| 17. | Le Français Est Une Langue Qui Résonne | 3:44 |
| 18. | Je Suis Bien                           | 3:27 |
| 19. | Je Suis Bien (maquette Inédite)        | 2:13 |

| 1.  | Correspondances                         | 2:43 |
| 2.  | La Réponse                              | 3:19 |
| 3.  | La Porte Est Close                      | 3:23 |
| 4.  | Mon Pauvre Gunther                      | 3:05 |
| 5.  | J'entends Cogner Ton Cœur               | 4:20 |
| 6.  | Lise Altmann                            | 3:00 |
| 7.  | Les Aventures De Simon Et Gunther Stein | 2:55 |
| 8.  | Lady Marlène                            | 4:54 |
| 9.  | La Lettre À Marie                       | 4:47 |
| 10. | Les Oiseaux (1re partie)                | 3:46 |
| 11. | Les Oiseaux (2e partie)                 | 3:31 |
| 12. | France                                  | 3:23 |
| 13. | C'est Un Voyou                          | 3:05 |
| 14. | Lucie                                   | 5:25 |
| 15. | Le Chanteur                             | 3:56 |
| 16. | Si Je Suis Fou                          | 3:30 |
| 17. | Oiseau De Nuit                          | 4:49 |
| 18. | Des Gens Comme Vous                     | 4:49 |
| 19. | France (maquette inédite)               | 3:06 |

| 1.  | Face Amour Face Amère                              | 2:07 |
| 2.  | Toi Et Moi                                         | 2:50 |
| 3.  | Me Laisse Pas M'en Aller                           | 3:34 |
| 4.  | Love Linda                                         | 3:51 |
| 5.  | Tu Me Plais Beaucoup                               | 3:46 |
| 6.  | Ces Petits Riens                                   | 3:27 |
| 7.  | Dancing Samedi                                     | 3:19 |
| 8.  | Pauvre Bobby                                       | 3:20 |
| 9.  | Drôle De Galaxie                                   | 3:04 |
| 10. | Rougeagèvre                                        | 5:01 |
| 11. | Ven A Bailar (Version espagnole de Dancing Samedi) | 3:34 |
| 12. | Mon Fils Ma Bataille                               | 4:08 |
| 13. | Bateau Toujours (en duo avec Michel Berger)        | 2:43 |
| 14. | Lipstick Polychrome                                | 4:27 |
| 15. | Je Ne Suis Pas Un Héros                            | 5:15 |
| 16. | La Vie Ne M'apprend Rien                           | 4:20 |
| 17. | Allez Hop !                                        | 3:53 |
| 18. | Un Autre Monde (Instrumental)                      | 5:18 |

| 1.  | Je Ne Suis Pas Un Héros (version inédite, en duo avec Johnny Hallyday) | 4:10 |
| 2.  | Pour Faire Un Disque                                                   | 1:25 |
| 3.  | Vivre Ou Survivre                                                      | 3:36 |
| 4.  | Je Veux De L'or                                                        | 3:44 |
| 5.  | Dieu Que L'amour Est Triste                                            | 4:03 |
| 6.  | C'est Fini                                                             | 4:08 |
| 7.  | Soulève-moi                                                            | 3:44 |
| 8.  | La Fillette De L'étang                                                 | 3:22 |
| 9.  | Au Revoir                                                              | 4:03 |
| 10. | La Danse (Instrumental)                                                | 4:08 |
| 11. | Y'a Pas De Bon Numéro                                                  | 2:51 |
| 12. | Sans titre                                                             | 4:05 |
| 13. | Vendeurs De Larmes                                                     | 4:42 |
| 14. | Viens Danser                                                           | 3:39 |

| 1.  | Pour la Femme Veuve Qui S'éveille   | 5:35 |
| 2.  | Les Petits Lolos                    | 4:03 |
| 3.  | Partir Avant Les Miens              | 5:10 |
| 4.  | Revolucion                          |      |
| 5.  | Frappe Avec Ta Tête                 | 5:02 |
| 6.  | Dieu Que C'est Beau                 | 4:02 |
| 7.  | Aimer Est Plus Fort Que D'être Aimé | 4:07 |
| 8.  | Tous Les Cris Les S.O.S.            | 5:05 |
| 9.  | L'Aziza                             | 4:23 |
| 10. | Le Blues Est Blanc                  | 3:36 |
| 11. | Sauver L'amour                      | 4:25 |
| 12. | Petite Angèle                       | 4:44 |
| 13. | Petit Homme Mort Au Combat          | 5:01 |
| 14. | Un Enfant Assis Attend la Pluie     | 5:52 |

| 1.  | Quand On Arrive En Ville (Live à l'Olympia, 1981)                    | 4:20 |
| 2.  | Me Laisse Pas M'en Aller (Live à l'Olympia, 1981)                    | 3:48 |
| 3.  | La Vie Ne M'apprend Rien (Live à l'Olympia, 1981)                    | 4:12 |
| 4.  | Le Chanteur (Live à l'Olympia, 1981)                                 | 5:04 |
| 5.  | Lipstick Polychrome (Live à l'Olympia, 1981)                         | 4:25 |
| 6.  | Lady Marlène (Live à l'Olympia, 1981)                                | 5:19 |
| 7.  | Je Suis Bien (Live à l'Olympia, 1981)                                | 3:32 |
| 8.  | Banlieue Nord (Live à l'Olympia, 1981)                               | 3:19 |
| 9.  | Partir Avant Les Miens (Live aux Palais des Sports, 1984)            | 5:28 |
| 10. | Lucie (Live aux Palais des Sports, 1984)                             | 5:24 |
| 11. | Dieu Que C'est Beau (Live aux Palais des Sports, 1984)               | 4:20 |
| 12. | Je Ne Suis Pas Un Héros (Live aux Palais des Sports, 1984)           | 8:02 |
| 13. | Vendeurs De Larmes (Live aux Palais des Sports, 1984)                | 5:33 |
| 14. | Vivre Ou Survivre (Live aux Palais des Sports, 1984)                 | 4:26 |
| 15. | Pour la Femme Veuve Qui S'éveille (Live aux Palais des Sports, 1984) | 8:07 |
| 16. | Mon Fils Ma Bataille (Live aux Palais des Sports, 1984)              | 5:00 |

## Classements

### Classements hebdomadaires
| Classement (2021)            | Meilleure place |
| ---------------------------- | --------------- |
| France (SNEP)                | 9               |
| Belgique (Wallonie Ultratop) | 69              |

### Classement annuel
| Classement (2021) | Meilleure place |
| ----------------- | --------------- |
| France (SNEP)     | 156             |